# Davi Davino Filho
David Cabral Davino Filho é um político brasileiro, filiado ao Republicanos, é ex-deputado estadual por Alagoas.

## Biografia
Nascido em 1º de outubro de 1987, é filho do vereador Davi Davino e da empreendora social Rose Davino. A mãe é uma das fundadoras da Funbrasil, organização sem fins lucrativos que presta atendimento médico. Enquanto deputado estadual, Davi Davino Filho enviou quase R$ 2 milhões em emendas parlamentares para a instituição da família, sendo R$ 1 milhão em 2019 e R$ 800 mil em 2015. Na eleição de 2016, Davi Filho teve R$ 1.800 confiscados por suspeita de compra de votos na cidade de Santa Luzia do Norte. Foi candidato a prefeito de Maceió em 2020 pela coligação "Força e Coração para Mudar Maceió", composta pelos partidos: PP, Republicanos, Solidariedade, PSL, DEM e Cidadania e terminou em 3º lugar. Em 2022, disputou o Senado Federal, mas perdeu para Renan Filho. 